# Suuri-Kivistö
Suuri-Kivistö och Pieni-Kivistö eller Koivistonjärvi är en sjö i Finland. Den ligger i kommunen Ruokolax i landskapet Södra Karelen, i den södra delen av landet, 240 km nordost om huvudstaden Helsingfors. Suuri-Kivistö ligger 90,5 meter över havet. Den är 22,63 meter djup. Arean är 1,25 kvadratkilometer och strandlinjen är 8,74 kilometer lång. Sjön  ingår i Vuoksens huvudavrinningsområde.   I omgivningarna runt Suuri-Kivistö växer i huvudsak blandskog.